# ペロポネソス戦争

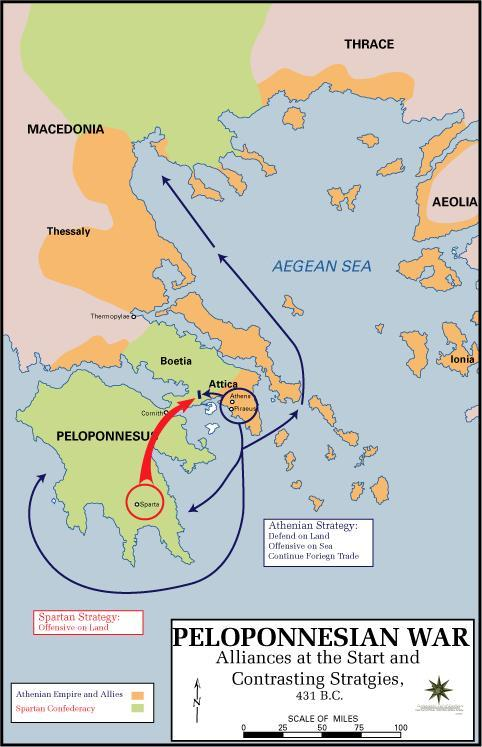
ペロポネソス戦争の両陣営。赤がペロポネソス同盟軍の進路、青がデロス同盟軍の進路

ペロポネソス戦争（ペロポネソスせんそう、古希: Πελοποννησιακός Πόλεμος、英: Peloponnesian War、紀元前431年 - 紀元前404年）は、アテナイを中心とするデロス同盟とスパルタを中心とするペロポネソス同盟との間に発生した、古代ギリシア世界全域を巻き込んだ戦争である。

## 背景
紀元前435年、コリントス人により建設されたギリシア北西部の植民市ケルキュラ（当時は既にコリントスと離反）を母市とする植民市エピダムノスは打ち続く内紛と周辺民族との抗争のために疲弊し、内部の仲裁と兵隊の援助を母市ケルキュラに求めたがケルキュラ人は何の援助も与えなかった。困窮したエピダムノスはコリントスに救援を要請し、これに応じたコリントスが守備兵と施政官を派遣し植民者の公募を始めると、激昂したケルキュラ人はエピダムノスへ侵攻、エピダムノスを攻囲ののち陥落させ、各地のコリントス植民市に対して略奪を繰り返した。
報復の機会を窺うコリントスの軍備増強を恐れたケルキュラはアテナイに援助を求め、紀元前432年これを遠からず起こるだろう対ペロポネソス同盟戦の戦力増強の好機と見たアテナイが応じて援軍を送り戦闘となった（シュボタの海戦）。翌年、ギリシア北部にあるコリントス人の植民市ポテイダイアがアテナイの武装解除要求を拒否してデロス同盟からの脱退とペロポネソス同盟による保護と加盟を求めた事に関して、アテナイが軍を派遣して包囲、一部のコリントス人が個人的に救援した（ポティダイアの戦い）。これらの事件により、アテナイはコリントスと対立する事になる。
この頃、アテナイはデロス同盟の覇者としてエーゲ海に覇権を確立し、隷属市や軍事力を積極的に拡大していた。これに対し、自治独立を重んじるペロポネソス同盟は、アテナイの好戦的な拡張政策が全ギリシア世界に及ぶ事態を懸念していた。
これらを背景として、勃興する覇権主義勢力と旧来の自治独立のイデオロギー対立がポリス間の権益や帰結闘争と結びついた結果、「デロス同盟対ペロポネソス同盟」という代理戦争的構図が作られ、紀元前432年にペロポネソス同盟会議は、アテナイ軍のペロポネソス同盟市に対する略奪や侵略を和約の破棄と見なし、アテナイとの開戦を決議した。

## 経過

### 十年戦争
翌紀元前431年5月、スパルタ王アルキダモス2世率いるペロポネソス同盟軍によるアッティカ侵攻が開始された。対するアテナイはペリクレスの提案によって、城塞外に居住する市民全てをアテナイとペイラエウス港及び両者を繋ぐ二重城壁の内側へ退避させる篭城策を取り、海上よりペロポネソス同盟の本国などを攻撃する作戦を取った。ところが、エジプト・リビア・ペルシャ領・エーゲ海東部で流行していた疫病がアテナイでも発生、市内の治安が乱れ盗賊が横行した、紀元前429年までに市民の約6分の1が病死した。
しかし、海上におけるアテナイ軍の優位は変わらず、紀元前425年のスファクテリアの戦いにおいて従来決して降伏しないとされていたスパルタ市民兵120人を含む292人を捕虜とする勝利を収めるなど多くの戦果を得ていた。ペロポネソス同盟軍側は停戦を申し入れたが、ペリクレス死後、好戦的な民衆を抑制出来る指導者を欠いたアテナイはこの申し出を拒否、戦争続行の構えをとった。しかし、戦局は次第にペロポネソス同盟側へ傾き始め、ペロポネソス同盟軍がボイオティアやトラキアにおいて勝利を収める。ところが、紀元前422年にスファクテリアの勝者で、アテナイの好戦的指導者クレオン、同じく主戦派のスパルタの将軍ブラシダスがトラキアのアンフィポリスの戦いで共に戦死した。

### ニキアスの和約
和平を望むアテナイの将軍ニキアス、同じく和平を望むスパルタ王プレイストアナクス主導の下で翌紀元前421年にアテナイ、ペロポネソス同盟間で和平が成立した（ニキアスの和約）。しかし、両国共に決定された領土の返還事項を守らず、ニキアスの和約が戦争を完全に終わらせるには至らなかった。

### 第二次戦争
紀元前415年にアテナイは主戦論を唱えるアルキビアデスの主導でシケリア遠征を決定し、これによって戦争が再開されることとなった。しかし、シケリア遠征は彼我の距離を無視した無謀とも言える遠征であった。同年にシケリアの戦局がアテナイ側不利に傾き始めたのを機にペロポネソス同盟はアテナイへの穀物の供給地として重要なデケレイアを占領した。大兵力を投入したアテナイ軍の2次に及ぶシケリア遠征軍が壊滅、失敗に終わったことにより、デロス同盟の被支配市から離反が相次ぎ、情勢はペロポネソス同盟優位に傾いていった。
アテナイは予想外の耐久力を発揮し、依然エーゲ海でペロポネソス同盟と渡り合った。アテナイはいくつかの海戦で勝利を収めるものの、大勢は決しており逆転するには至らなかった。紀元前405年、ケルソネソス半島（今日のトルコ領ゲリボル半島）を流れるアイゴスポタモイ川の河口付近でアイゴスポタモイの海戦が勃発した。この海戦では、食料調達のために上陸し、休息を取っていたアテナイ軍をリュサンドロス率いるペロポネソス同盟軍が急襲し勝利を収めた。この勝利により黒海方面の制海権を完全にペロポネソス同盟が掌握、同時にアテナイ市への食料供給路を断った。翌紀元前404年にはアテナイ市が包囲され、アテナイの降伏を以って戦争は終結した。

### その後
戦闘自体は紀元前404年のアテナイの降伏をもって終結しているが、講和条約などは結ばれておらず、「戦争状態は継続している」という主張もあった。1996年3月12日、アテネとスパルティの両市長が、象徴的な「講和条約」を締結した。

## 影響

### ソクラテスの弁明とアナバシス
戦争の結果、デロス同盟は解放され、アテナイでは共和制が崩壊してスパルタ人指導の下に寡頭派政権（三十人政権）が発足し、恐怖政治による粛清を行なった。だが、9ヶ月でトラシュブロス率いる共和制派勢力が三十人政権を打倒し政権を奪取する。共和制政権のもとでは、ペロポネソス戦争敗戦の原因となったアルキビアデスや、三十人政権の指導者のクリティアスらが弟子であったことから、ソクラテスがアニュトスらによって糾弾され、公開裁判にかけられて刑死した。紀元前401年の同時期、アケメネス朝ペルシアではアルタクセルクセス2世と小キュロスの間で後継者争いのクナクサの戦いが起こった。この戦いに参加したクセノポンは『アナバシス』を記した。

### ペルシア帝国の資金支援
アテナイはデロス同盟の支配者たる地位は失ったものの、有力ポリスとして存在し続けた。ペルシア帝国のギリシャ地方支配に対抗したスパルタに対して、ペルシャ帝国は敵対するアテナイやテーバイ、後にはコリントスなどのスパルタと敵対するポリスに資金支援を行い、諸ポリスが合従連衡を繰り返してスパルタに対抗した（例えばコリントス戦争、大王の和約）。紀元前379年にようやくスパルタがギリシャとエーゲ海における覇権を握ったが、海上交易のもたらす富が市民の間に貧富の差を生み、主に自作農から構成された兵役を担う自由市民が700名程度にまで減少したため、質実剛健を旨とするリュクルゴス制度(古代ギリシア語: Λυκούργος, 英語: Lycurgus)は打撃を受けた。

### ボイオティア戦争
紀元前378年、アテナイがデロス同盟に代わる第二次海上同盟を再び結成した。ギリシア世界がボイオティア戦争で慢性的な戦争状態に陥り、徐々に衰退する一方で、アテナイは紀元前375年のナクソス沖の海戦でペルシア軍を打ち破り、海上の覇権を取り戻した。紀元前371年、スパルタ軍はレウクトラの戦いでエパメイノンダスに率いられたテーバイ軍に敗北し、ギリシアの覇権を失った。一時的に覇権を握ったテーバイも、紀元前362年にマンティネイアの戦いでエパメイノンダスが戦死すると覇権を失った。

### マケドニアの台頭
紀元前357年にテーバイを中心とする同盟市と第二次海上同盟を擁するアテナイの間で同盟市戦争が勃発し、紀元前356年にはテーバイを中心とするアンフィクテュオニア評議会（隣保同盟）とフォキスを中心とするアテナイ・スパルタ連合軍の間で第三次神聖戦争が起こった。紀元前355年に同盟市戦争は同盟市の勝利におわり、第二次海上同盟は崩壊。紀元前346年に第三次神聖戦争も隣保同盟が勝利し、隣保同盟側に参戦したマケドニア王国のフィリッポス2世は影響力を強めた。紀元前347年にプラトンが死去し、アリストテレスが故郷のマケドニアに帰国してアレクサンドロス3世の家庭教師になったこともこの後の歴史に大きな影響を与えた。紀元前338年のカイロネイアの戦いでマケドニア王国にアテナイ・テーバイ連合軍は敗北し、マケドニアの覇権が成立した。こうしてギリシア世界はマケドニアの支配下に置かれることになったのである（スパルタだけはマケドニア主導のヘラス同盟（コリント同盟）に加わらず、後にアギス3世が反マケドニアの兵を起こすも、紀元前331年のメガロポリスの戦いで敗れた）。紀元前336年にフィリッポス2世が暗殺されると一時的にヘラス同盟は混乱に陥ったが、アレクサンドロスが権力を掌握。紀元前334年にアレクサンドロスは、ペルシア戦争以来のギリシア世界の宿敵ペルシアを倒すためにマケドニア軍を率いて東征に乗り出した（アレキサンダーの東征）。

## 年表
- 紀元前433年：シュボタの海戦。コリントスが勝利。
- 紀元前432年：ペロポネソス同盟会議において、同盟諸市へのアテナイの侵略に対し和約違反を非難、開戦を決議。
- 紀元前431年：ペロポネソス同盟軍による第一次アッティカ侵攻（ポティダイアの戦い）。アテナイ軍によるメガラ侵攻。自治権を要求するアテナイ傘下の都市アイギナに対しアテナイが軍を送り占領、全市民を追放。
- 紀元前430年-紀元前429年：第二次アッティカ侵攻（en:Battle of Spartolos）。
- 紀元前429年：リオンの海戦、ナウパクトスの海戦。ともにアテナイが倍以上のペロポネソス艦隊を破る。
- 紀元前428年-紀元前427年：ペロポネソス同盟軍による第三次アッティカ侵攻（ミュティレネの反乱）。レスボス島の諸市がアテナイから離反。短期間で鎮圧するが、その後も度々離反。
- 紀元前427年：ミュティレネの反乱鎮圧。
- 紀元前426年-紀元前424年：アテナイ軍による第一次シケリア遠征。タナグラの戦い (紀元前426年)、en:Aetolian campaign、en:Battle of Olpae、en:Battle of Idomene。
- 紀元前425年：ペロポネソス同盟軍とアテナイ軍によるピュロスの戦い（英語版）およびスファクテリアの戦い（英語版）。アテナイ軍の勝利。
- 紀元前424年：アテナイ軍がキュテラ島を占領。ブラシダスによるトラキア遠征。アテナイ軍がメガラへ侵攻（メガラの戦い（英語版））。アテナイ軍とボイオティア軍によるペロポネソス戦争最大の会戦デリオンの戦い（英語版）。ボイオティア軍の勝利。
- 紀元前423年：1年間を期限とした和平条約の締結。
- 紀元前422年：アンフィポリスの戦い。ペロポネソス同盟軍の勝利。両軍の指揮官クレオン、ブラシダスともに戦死。
- 紀元前421年：アテナイとペロポネソス同盟による50年間を期限とした同盟条約の締結（ニーキアスの和平）。
- 紀元前420年：アルゴス、アテナイ、エリス、マンティネイアによる反スパルタ四ヶ国同盟の締結。
- 紀元前418年：スパルタ軍とアルゴス軍によるマンティネイアの戦い。スパルタ軍の勝利。
- 紀元前417年：スパルタ軍によるアルゴス侵攻。
- 紀元前416年：アテナイ軍によるメロス攻略（メロス包囲戦）。
- 紀元前415年：アテナイ軍による第二次シケリア遠征。
- 紀元前414年：シュラクサイの要請を受けたスパルタが、シケリアにペロポネソス同盟軍を派遣。
- 紀元前413年：第四次アッティカ侵攻。シケリアに派遣したアテナイ軍が降伏。ペルシアとペロポネソス同盟の同盟締結。
- 紀元前412年：アテナイ市民は最後の準備資金を使って艦隊を編成。クラゾメナイがアテナイに反乱を起こす。
- 紀元前411年：ペロポネソス同盟艦隊とアテナイ艦隊によるシュメの海戦、キュノスセマの戦い（英語版）。前者は引き分け、後者はアテナイ軍の勝利。
- 紀元前410年：アビュドスの戦い（英語版）。ペロポネソス同盟艦隊とアテナイ艦隊によるキュジコスの海戦（英語版）。アテナイ軍の勝利。ペロポネソス同盟艦隊が壊滅状態に陥る。
- 紀元前407年：ペルシアの資金援助によりペロポネソス同盟艦隊が再建される。
- 紀元前406年：ペロポネソス同盟艦隊とアテナイ艦隊によるノティオンの海戦（英語版）。ペロポネソス同盟軍の勝利。
- 紀元前406年：ペロポネソス同盟艦隊とアテナイ艦隊によるアルギヌサイの海戦（英語版）。アテナイ軍の勝利。
- 紀元前405年：ペロポネソス同盟艦隊とアテナイ艦隊によるアイゴスポタモイの海戦。ペロポネソス同盟軍の勝利。アテナイ艦隊が壊滅する。アテナイ市の包囲。
- 紀元前404年：アテナイが降伏し、ペロポネソス戦争が終結する。

トゥキュディデスはアンフィポリスをめぐる戦いに指揮官として参加したが敗れ、責任を問われて20年の追放刑に処せられた。このためスパルタの支配地にも逗留したことがあり、双方を客観的に観察することができた。これを戦史としてまとめた。
なお、哲学者のソクラテスも一兵卒としてこの戦争に参加し、デリオンの戦いでは味方が総崩れになる中最後まで奮戦した。彼の奮戦の様子を弟子のプラトンは著作において述べている。だが、戦争への参加にもかかわらず、アルキビアデスやクリティアスを始めとする彼の弟子や関係者が戦争とその後の混乱の原因となったことで民衆の反発を招き、後の刑死の一因となった。
紀元前362年のマンティネイアの戦い以降の歴史は、ディオドロスの『歴史叢書』や、アッリアノスの『アレクサンドロス東征記』（古希: Ἀλεξάνδρου ἀνάβασις）等の記録から知ることが出来る。